# Anisopodus lignicola
Anisopodus lignicola là một loài bọ cánh cứng trong họ Cerambycidae.